# Вусик Наталія Вікторівна
Ната́лія Ві́кторівна Ву́сик (нар. 20 жовтня 1993, Вінниця) — українська художниця. Членкиня Національної спілки художників України (2021).

## Біографія
У 2010—2016 рр. навчалась у Львівській Національній академії мистецтв на відділенні монументального живопису. У 2013—2014 рр. за програмою «Erasmus» стажувалась у Варшавській академії мистецтв; у 2013 р. — практика у Луврі (Париж).

У 2016—2019 рр. працювала у Вінницькій дитячій художній школі викладачем образотворчого мистецтва, зараз за тим самим фахом працює у Вінницькому державному педагогічному університеті ім. М. Коцюбинського.

## Творчість
Учасниця обласних, всеукраїнських та міжнародних виставок і пленерів. Основні виставки: триєналє «Живопис-2019», «Жіночий портрет» (Київ), «Графіка» (Харків), «Море акварелі» (Одеса), «Арт-акт» (Чернівці); персональні — «Відродження» (Львів, 2014), «Дотик» (Жмеринка, 2015), «Свіжість почуттів» (Вінниця, 2017), «Пошуки у царині монументального» (Вінниця), «Емоції» (Вінниця).

Знакові роботи: «Примирення» (2016, емульсійна техніка, 195х230 см). «Автопортрет» (2018, яєчна темпера, 60х60 см), «Персики» (2018, акварель, 20х30 см), «Абетка кохання» (2018, емульсійна техніка, 120х120 см).

Членкиня НСХУ з 2021 р.